# عمارت امیر مفخم بختیاری
عمارت امیر مفخم بختیاری مربوط به دوره قاجار است و در شهرستان خمین، بخش مرکزی، دهستان صالحان، روستای شهابیه قرار گرفته است، این اثر در تاریخ ۲۰ اسفند ۱۳۸۵ با شماره‌ی ثبت ۱۸۰۰۸ به‌عنوان یکی از آثار ملی ایران به ثبت رسیده است.